# Stephen Makinwa
Stephen Ayodele Makinwa est un footballeur international nigérian né le 26 juillet 1983 à Lagos qui évolue au poste d'attaquant.
Il a participé aux Coupe d'Afrique des nations 2006 et 2008 avec l'équipe du Nigeria.

## Carrière
- 1997-1998 : FC Ebedei ( Nigeria)
- 1998-2000 : Étoile sportive du Sahel ( Tunisie)
- 2000-2001 : AC Reggiana ( Italie)
- 2001-2002 : Calcio Côme ( Italie)
- 2002-2004 : AC Reggiana ( Italie)
  - 2003-2004 : Calcio Côme ( Italie) (prêt)
  - 2003-2004 : Modena FC ( Italie) (prêt)
- 2004-jan. 2005 : Genoa CFC ( Italie)
- jan. 2005-2005 : Atalanta Bergame ( Italie)
- 2005-2006 : US Palerme ( Italie)
- 2006-2012 : Lazio Rome ( Italie)
  - jan. 2008-2008 : Reggina Calcio ( Italie) (prêt)
  - jan. 2009-2009 : Chievo Vérone [1] ( Italie) (prêt)
  - 2010-2011 : AEL Larissa ( Grèce) (prêt)
- depuis nov. 2012 : Carrarese ( Italie)[2]